# Parachernes indicus
Parachernes indicus är en spindeldjursart som beskrevs av Beier 1967. Parachernes indicus ingår i släktet Parachernes och familjen blindklokrypare. Inga underarter finns listade i Catalogue of Life.